# Acronicta inclara
Acronicta inclara là một loài bướm đêm trong họ Noctuidae.